# Подрезково (платформа)
Подре́зково — остановочный пункт в микрорайоне Подрезково городского округа Химки Московской области.
Остановочный пункт находится на главном ходу Ленинградского направления Октябрьской железной дороги, на участке Москва — Тверь, между Новоподрезково и станцией Сходня. На обеих платформах установлены турникеты.

## История
Платформа Подрезково была открыта в 1916 году на Николаевской железной дороге в Российской империи, а была она выстроена бывшим владельцем близлежащего имения, и своё название получила от его фамилии Подрезков, это же название получил и дачный посёлок (сейчас химкинский микрорайон).

«Одиноко и сиротливо высятся станционные постройки платформы Подрезково, окружённые большими тенистыми хвойными лесами»— Путеводитель «Петербурго-Московская железнодорожная линия»
В 1920-х годах платформа использовалась населением близлежащих дач и большого количества сёл и деревень Ульяновской волости Московского уезда Московской губернии, расположенных в трёх — четырёх километрах от неё, с обеих сторон Октябрьской железной дороги, а именно Верескино, Журавкино, Голиково, Усково, Морщилина, Новая, Черкизово, и других. Рядом с платформой была большая дача, окружённая парком, для сотрудников Наркомюста, а около парка и железной дороги был пруд с купальней. С другой стороны платформы находилась бывшая усадьба Глушкова, состоящая из нескольких домов.
В 1930-е годы платформа использовалась жителями стремительно застраиваемого подмосковного посёлка Подрезково, позже Новоподрезково.

## Характеристика
Станция имеет две основные посадочные платформы, соединённые между собой подземным пешеходным переходом, на 1-м и 2-м пути. На 3-м (среднем) пути в 1990-е годы, во время ремонта участка линии после оползня, была сооружена дополнительная короткая посадочная платформа на один вагон, которая уже не сохранилась.
С августа 2023 года обе платформы временно принимают пассажиров на деревянной инфраструктуре. Планируется строительство новых платформ по стандарту обслуживания пассажиров МЦД-3. Проектные работы включают в себя демонтаж кассового павильона, установку дополнительных турникетов, реконструкцию пассажирских платформ с навесами и реконструкцию существующего подземного пешеходного перехода. На станции появятся новые навесы на платформах, современный подземный переход с эскалаторами и лифтами, новые кассовые павильоны, мультимедийная система навигации и безбарьерная среда для маломобильных граждан, а пересадки между электричками и автобусами обещают оборудовать по принципу «сухие ноги». У станции появятся парковка на 100 машиномест.

## Автобус
Рядом со станцией находится автобусная остановка, на которой останавливаются автобусы Акционерного общества (АО) Мострансавто маршрута №:
- 13 — Сходня (Станция Сходня, северная) / кольцевой;
- 15 — Сходня (Гучковка) — Подрезково (Платформа Новоподрезково);
- 30 — Гучковка — Станция Химки, западная.

## Фотографии

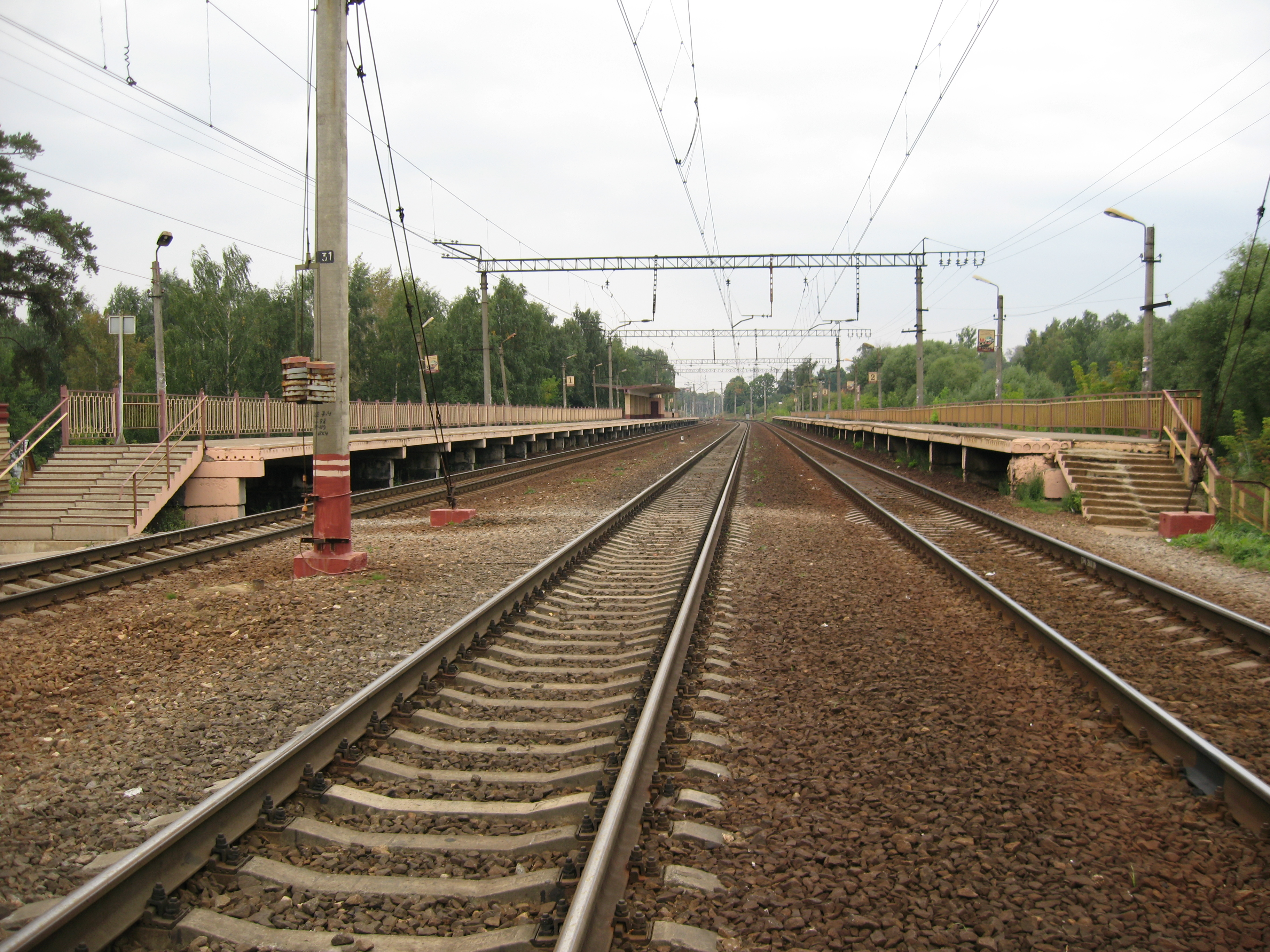
Вид в сторону станции Сходня, сентябрь 2009 года.
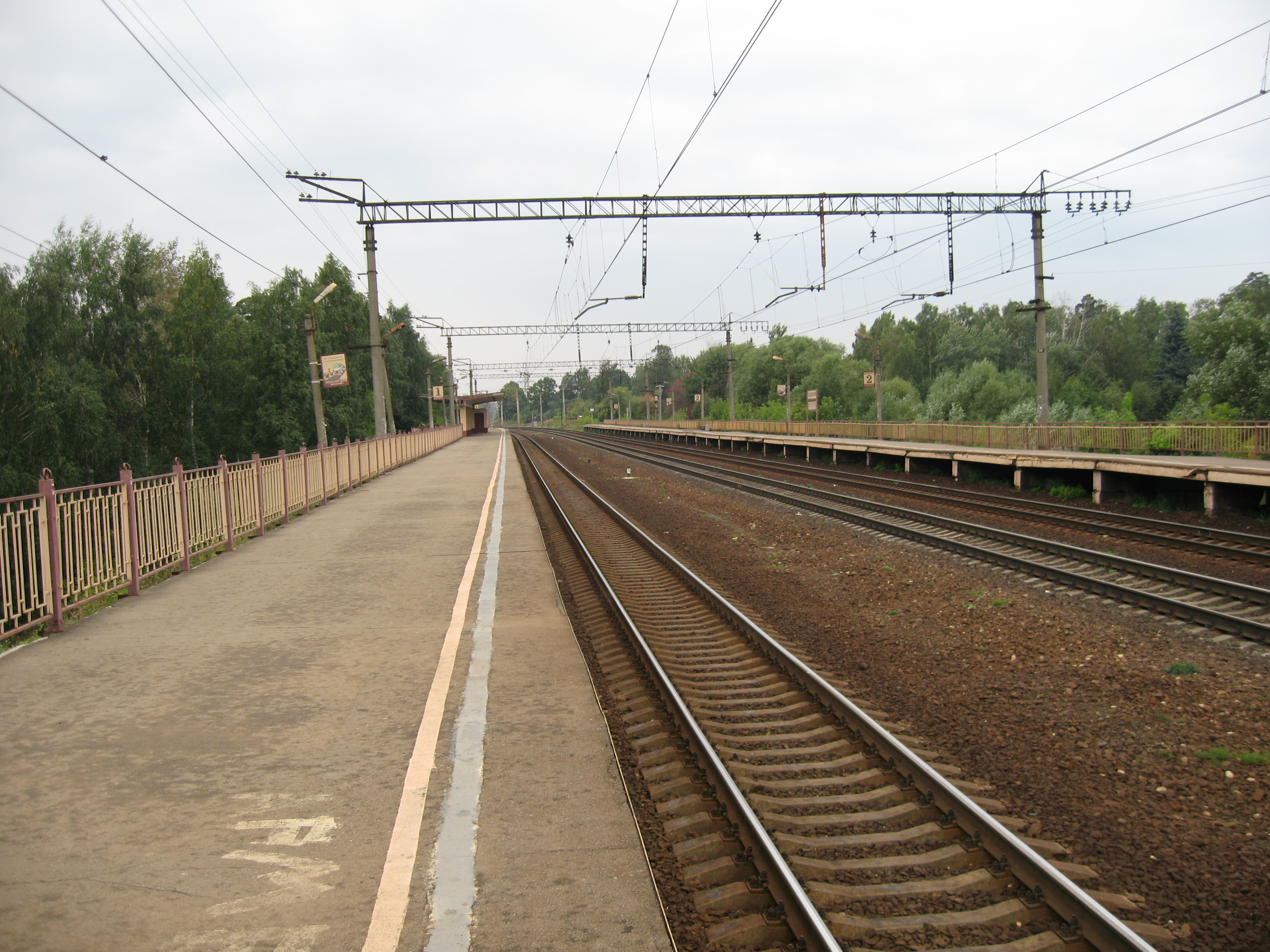
Вид в сторону станции Сходня, сентябрь 2009 года.